# Anton Lang
Anton Lang (Múnic, 1804 - ?) fou un compositor alemany que publicà Gedichte aus Wilhelm Meister, Sechs Gedichte, de diversos autors, i variacions.